# Atlasacris
Atlasacris is een geslacht van rechtvleugeligen uit de familie sabelsprinkhanen (Tettigoniidae). De wetenschappelijke naam van dit geslacht is voor het eerst geldig gepubliceerd in 1914 door Rehn.

## Soorten
- Atlasacris brevipennis Massa, 2015
- Atlasacris peculiaris (Rehn, 1914)